# الرباط، إب
الرباط هي إحدى قرى الجمهورية اليمنية. وهي تتبع جغرافيًا لمحافظة إب. وإداريًا لمديرية بعدان. يبلغ تعداد سكانها 955 نسمة حسب الإحصاء الذي جرى عام 2004.